# Camptoplites giganteus
Camptoplites giganteus is een mosdiertjessoort uit de familie van de Bugulidae. De wetenschappelijke naam van de soort is voor het eerst geldig gepubliceerd in 1914 door Kluge.